# Liste de jeux vidéo de grand tourisme
De nombreux jeux vidéo d'arcade et de simulation de course automobile se basent ou reprennent des épreuves de compétition de grand tourisme (abrégé GT, de l'italien « gran turismo »). En voici la liste :

## Liste
| Date de sortie     | Titre                                  | Développeur                     | Éditeur                                | Plate-forme                                                                             | Type       | Commentaires                                                   |
| ------------------ | -------------------------------------- | ------------------------------- | -------------------------------------- | --------------------------------------------------------------------------------------- | ---------- | -------------------------------------------------------------- |
| 8 septembre 1996   | Sega Touring Car Championship          | AM Annex • CSK • Sega PC        | Sega                                   | Sega Model 2 CRX • Sega Saturn • Windows                                                | arcade     |                                                                |
| décembre 1996      | SCUD Race                              | Sega-AM2                        | Sega                                   | Sega Model 3                                                                            | arcade     | Appelé Sega Super GT en Amérique du Nord                       |
| 1997               | Sega Touring Car Championship Special  | AM Annex                        | Sega                                   | Sega Model 2                                                                            | arcade     | Sorti uniquement au Japon                                      |
| septembre 1997     | Scud Race Plus                         | Sega-AM2                        | Sega                                   | Sega Model 3                                                                            | arcade     | Sorti uniquement au Japon                                      |
| novembre 1997      | TOCA Touring Car Championship          | Codemasters                     | Codemasters • 3DO                      | PlayStation • Windows                                                                   | Simulation | Basé sur la licence TOCA                                       |
| 23 décembre 1997   | Gran Turismo                           | Polys Entertainment             | Sony Computer Entertainment            | PlayStation                                                                             | Simulation |                                                                |
| décembre 1998      | TOCA 2 Touring Cars                    | Codemasters                     | Codemasters                            | PlayStation • Windows                                                                   | Simulation | Basé sur la licence TOCA                                       |
| 31 mars 1999       | Sports Car GT                          | Image Space Incorporated        | Electronic Arts                        | PlayStation • Windows                                                                   | Simulation |                                                                |
| 11 décembre 1999   | Gran Turismo 2                         | Polyphony Digital               | Sony Computer Entertainment            | PlayStation                                                                             | Simulation |                                                                |
| 17 février 2000    | Sega GT                                | Wow Entertainment • TOSE        | Sega                                   | Dreamcast • Windows                                                                     | Simulation |                                                                |
| 24 août 2000       | TOCA World Touring Cars                | Codemasters                     | Codemasters                            | PlayStation                                                                             | Simulation | Basé sur la licence TOCA                                       |
| novembre 2000      | TOCA Touring Car Championship          | Spellbound Entertainment        | THQ                                    | Game Boy Color                                                                          | Simulation | Basé sur la licence TOCA                                       |
| 28 avril 2001      | Gran Turismo 3: A-Spec                 | Polyphony Digital               | Sony Computer Entertainment            | PlayStation 2                                                                           | Simulation |                                                                |
| 1er janvier 2002   | Gran Turismo Concept 2001 Tokyo        | Polyphony Digital               | Sony Computer Entertainment            | PlayStation 2                                                                           | Simulation | Sorti uniquement au Japon                                      |
| 16 mai 2002        | Gran Turismo Concept 2002 Tokyo-Seoul  | Polyphony Digital               | Sony Computer Entertainment            | PlayStation 2                                                                           | Simulation | Sorti uniquement en Corée du Sud                               |
| 17 juillet 2002    | Gran Turismo Concept 2002 Tokyo-Geneva | Polyphony Digital               | Sony Computer Entertainment            | PlayStation 2                                                                           | Simulation | Sorti uniquement eu Europe                                     |
| 23 août 2002       | TOCA Race Driver                       | Codemasters                     | Codemasters                            | PlayStation 2 • Xbox • Windows                                                          | Simulation | Basé sur la licence TOCA                                       |
| 2 septembre 2002   | Sega GT 2002                           | Wow Entertainment               | Sega                                   | Xbox                                                                                    | Simulation |                                                                |
| 7 mars 2003        | TOCA World Touring Cars                | Spellbound Entertainment        | Ubisoft                                | Game Boy Color                                                                          | Simulation | Basé sur la licence TOCA                                       |
| 4 décembre 2003    | Gran Turismo 4 Prologue                | Polyphony Digital               | Sony Computer Entertainment            | PlayStation 2                                                                           | Simulation |                                                                |
| 25 décembre 2003   | Sega GT Online                         | Wow Entertainment               | Sega                                   | Xbox                                                                                    | Simulation |                                                                |
| 13 avril 2004      | TOCA Race Driver 2                     | Codemasters                     | Codemasters                            | Windows • Xbox • PlayStation 2 • Téléphone mobile • PlayStation Portable                | Simulation | Basé sur la licence TOCA                                       |
| 28 décembre 2004   | Gran Turismo 4                         | Polyphony Digital               | Sony Computer Entertainment            | PlayStation 2                                                                           | Simulation |                                                                |
| 15 octobre 2005    | GT Legends                             | SimBin                          | Atari Inc.                             | Windows                                                                                 | Simulation |                                                                |
| 22 février 2006    | TOCA Race Driver 3                     | Codemasters                     | Codemasters                            | Windows • Xbox • PlayStation 2 • PlayStation Portable • Mac OS X                        | Simulation | Basé sur la licence TOCA                                       |
| 1er juin 2006      | Gran Turismo 4 Online Test Version     | Polyphony Digital               | Sony Computer Entertainment            | PlayStation 2                                                                           | Simulation |                                                                |
| 29 septembre 2006  | GTR 2: FIA GT Racing Game              | Blimey! Games                   | Atari Inc.                             | Windows                                                                                 | Simulation | Basé sur le Championnat FIA GT                                 |
| 23 novembre 2006   | Race: The Official WTCC Game           | SimBin Studios                  | Eidos Interactive                      | Windows                                                                                 | Simulation | Basé sur le Championnat du monde des voitures de tourisme 2006 |
| 28 septembre 2007  | Race Driver: Create and Race           | Firebrand Games                 | Codemasters                            | Nintendo DS                                                                             | Simulation | Basé sur la licence TOCA                                       |
| 12 octobre 2007    | Race 07                                | SimBin Studios                  | SimBin Studios                         | Windows                                                                                 | Simulation | Licence du Championnat du monde des voitures de tourisme       |
| 11 décembre 2007   | Gran Turismo 5 Prologue                | Polyphony Digital               | Sony Computer Entertainment            | PlayStation 3                                                                           | Simulation |                                                                |
| 30 mai 2008        | Race Driver: GRID                      | Codemasters • Firebrand Games   | Codemasters • Sega • Feral Interactive | Windows • Xbox 360 • PlayStation 3 • Nintendo DS • Arcade • Mac OS X                    | Simulation | Basé sur la licence TOCA                                       |
| 22 octobre 2008    | STCC: The Game                         | SimBin Studios                  | Atari Inc.                             | Windows                                                                                 | Simulation | Licence du Championnat suédois des voitures de tourisme 2008   |
| 1er septembre 2008 | GTR Evolution                          | SimBin Studios                  | Atari Inc. • Viva Media                | Windows                                                                                 | Simulation | Licence du Championnat du monde des voitures de tourisme       |
| 17 février 2009    | Race Pro                               | SimBin Studios                  | Atari Inc.                             | Xbox 360                                                                                | Simulation |                                                                |
| 1er octobre 2009   | Gran Turismo                           | Polyphony Digital               | Sony Computer Entertainment            | PlayStation Portable                                                                    | Simulation |                                                                |
| 16 octobre 2009    | Race On                                | SimBin Studios                  | bitComposer Games                      | Windows                                                                                 | Simulation | Licence du Championnat du monde des voitures de tourisme       |
| 24 novembre 2010   | Gran Turismo 5                         | Polyphony Digital               | Sony Computer Entertainment            | PlayStation 3                                                                           | Simulation |                                                                |
| 12 février 2013    | RaceRoom                               | Sector3 Studios                 | RaceRoom Entertainment AG              | Windows                                                                                 | Simulation |                                                                |
| 27 mai 2013        | GRID 2                                 | Codemasters • Feral Interactive | Codemasters • Feral Interactive        | Windows • Xbox 360 • PlayStation 3 • Mac OS X                                           | Simulation | Basé sur la licence TOCA                                       |
| 6 décembre 2013    | Gran Turismo 6                         | Polyphony Digital               | Sony Computer Entertainment            | PlayStation 3                                                                           | Simulation |                                                                |
| 24 juin 2014       | GRID Autosport                         | Codemasters • Feral Interactive | Codemasters • Feral Interactive        | Windows • Xbox 360 • PlayStation 3 • Linux • Mac OS X • iOS • Nintendo Switch • Android | Simulation | Basé sur la licence TOCA                                       |
| 17 octobre 2017    | Gran Turismo Sport                     | Polyphony Digital               | Sony Computer Entertainment            | PlayStation 4 • PlayStation VR                                                          | Simulation |                                                                |
| 11 octobre 2019    | GRID                                   | Codemasters                     | Codemasters                            | Windows • Xbox One • PlayStation 4 • Stadia                                             | Simulation | Basé sur la licence TOCA                                       |
| 2020               | GTR 3: FIA GT Racing Game              | Sector3 Studios                 |                                        | Windows • Xbox One • PlayStation 4                                                      | Simulation |                                                                |
| 4 mars 2022        | Gran Turismo 7                         | Polyphony Digital               | Sony Interactive Entertainment         | PlayStation 4 • PlayStation 5                                                           | Simulation |                                                                |